# Prodentfabriek
De Prodentfabriek is een voormalige fabriek in het centrum van de Nederlandse stad Amersfoort, die het begin vormt van het herontwikkelproject De Nieuwe Stad in het voormalige Oliemolenkwartier. In de Prodentfabriek zijn diverse ondernemers gevestigd. Het gebouwencomplex wordt bovendien ingezet als evenementenlocatie.

## Geschiedenis
De Prodentfabriek werd in 1936 naar een ontwerp van architect Philippe Anne Warners gebouwd op een braakliggend terrein van 13.000 m², in opdracht van N.V. Maatschappij voor Waschverwerking Erdal. De officiële opening vond plaats op 27 mei 1937.
Op het terrein werden onder andere een smelthuis, blikdrukkerij, laboratorium en de opvallende fabrieksschoorsteen gebouwd. In 1941 kwam daar een tubefabriek bij, waarmee de oppervlakte van het fabrieksterrein met een derde werd vergroot. In 2001 kwam er een nieuw kantoorgebouw in de plaats van een aantal fabriekshallen.
Terwijl er de laatste tijd alleen nog tandpasta werd gefabriceerd, bestond de productie in eerdere jaren onder andere uit Erdal schoensmeer, Vlivo vliegenvangers, shampoo en deodorant. Op veel van de producten stond een rode pelikaan, het beeldmerk van Erdal.

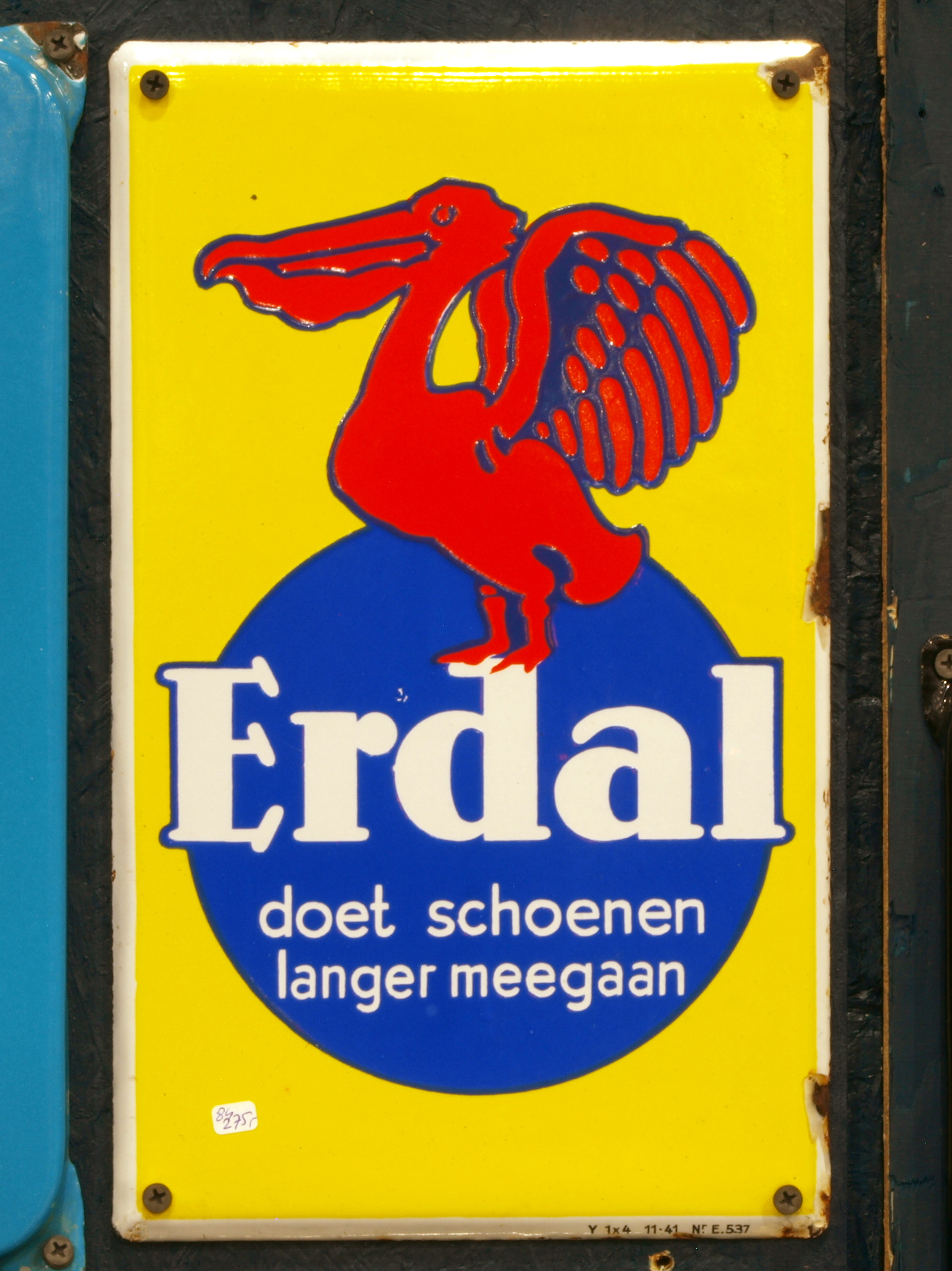
Emaille reclamebord Erdal schoensmeer uit jaren 50 vorige eeuw.

Erdal hield in 1983 op te bestaan nadat het werd overgenomen door Sara Lee. Unilever nam de tandpastafabriek in 2009 over en besloot in 2011 de productie naar Frankrijk te verplaatsen en de fabriek te sluiten. De Prodentfabriek stond vanaf 5 juli 2012 leeg.
In december 2012 werd overeenstemming bereikt over de aankoop van de Prodentfabriek door belegger en ontwikkelaar Schipper Bosch. Begin mei 2013 was de overname een feit. De Prodentfabriek vormde vervolgens het startpunt van het herontwikkelproject De Nieuwe Stad.